# Karl-Josef Ernst
Karl-Josef Ernst (* 9. November 1934 in Köln; † 7. Oktober 2021 in Zülpich) war ein deutscher Architekt.

## Leben
Karl-Josef Ernst war der Sohn des Architekten Wilhelm Ernst und Neffe des Künstlers Max Ernst in Zülpich (Kreis Euskirchen) auf. Von 1953 bis 1956 studierte er Architektur an den Vereinigten Technischen Lehranstalten Koblenz. Seit 1956 war er als freiberuflicher Architekt in Zülpich tätig. In seinem Büro, das sich auf kirchliche Bauten spezialisiert hat, arbeiten auch seine Söhne Markus und Max Ernst, die ebenfalls Architekten sind. Auch seine Tochter Stephanie Ernst ist Architektin und zudem Szenenbildnerin.
Karl-Josef Ernst starb im Oktober 2021 und wurde am 15. Oktober 2021 auf dem Zülpicher Friedhof beigesetzt.
1974 wurde er von Kardinal-Großmeister Maximilien de Fürstenberg zum Ritter des Ritterordens vom Heiligen Grab zu Jerusalem ernannt und am 7. Dezember 1974 im Kölner Dom durch Lorenz Kardinal Jaeger, Großprior der deutschen Statthalterei, investiert. Zuletzt war er Offizier des Päpstlichen Laienordens. Ernst war Mitglied des Deutschen Vereins vom Heiligen Lande.

## Neubauten
- 1966: St. Maria Königin in Niederelvenich
- 1973: St. Michael in Großbüllesheim
- 1984: St. Thomas Morus in Bonn
- 1986: St. Michael in Meckenheim-Merl
- 1989: Heilige Drei Könige in Köln-Rondorf
- 1992: Kapelle in Felser

## Restaurierungen und Sanierungen
- 1966–1969: St. Mariä Himmelfahrt (Weidesheim)
- 1969–1973: St. Johann Baptist (Mülheim)
- 1974–1975: St. Anna (Mönchengladbach)
- 1975–1976: Herz-Jesu-Kirche (Euskirchen)
- 1976: St. Brigida (Untermaubach)
- 1977–1978: St. Nikolaus (Köln-Sülz)
- 1981–1983: St. Amandus (Müddersheim)
- 1985: St. Agnes (Köln)
- 1986–2001: Apollinariskirche (Remagen)
- 1990: St. Martin (Stotzheim)
- 1992–1994: St. Lambertus (Bliesheim)
- 2016: Marienkapelle „Zum Bildchen“ (Zülpich)

## Einzelbelege
1. ↑  Druckausgabe Kölner Stadt-Anzeiger Nr. 238 Dienstag, 12. Oktober 2021 Seite 18 Traueranzeigen seiner Familie und Firma Ernst Architekten BDA

| Personendaten    | Personendaten       |
| ---------------- | ------------------- |
| NAME             | Ernst, Karl-Josef   |
| KURZBESCHREIBUNG | deutscher Architekt |
| GEBURTSDATUM     | 9. November 1934    |
| GEBURTSORT       | Köln                |
| STERBEDATUM      | 7. Oktober 2021     |
| STERBEORT        | Zülpich             |